# 小林千枝
小林 千枝（こばやし ちえ、1950年9月30日 - ）は、日本の元女優。出身地は東京都文京区本郷。

## 来歴・人物
兄が一人いる。武蔵野高校2年在学中の1968年6月、第12期東映ニューフェイスに合格。同期に宮内洋や片山由美子らがいる。1969年高校を卒業。同年、マキノ雅弘監督「昭和残侠伝 唐獅子仁義」の脇役でデビュー。以後1975年までの7年間に、年平均8本強のプログラム・ピクチャーに出演。

## 主な出演作品

### 映画
- 昭和残侠伝 唐獅子仁義（1969年3月、東映） - 京子
- ㊙女子大生 妊娠中絶（1969年3月、東映） - 美樹
- 妖艶毒婦伝 人斬りお勝（1969年4月、東映） - お袖
- 夜の歌謡シリーズ 港町ブルース（1969年7月、東映） - 佃寄子
- 不良番長シリーズ
  - 不良番長 送り狼 （1969年7月、東映） - 和江
  - 不良番長 どぶ鼠作戦（1969年10月、東映） - 小百合
  - 不良番長 王手飛車（1970年1月、東映） - 弘美
  - 不良番長 一獲千金（1970年4月、東映） - 照子
  - 不良番長 出たとこ勝負（1970年8月、東映） - カンナ
  - 不良番長 やらずぶったくり（1971年7月、東映） - ピンキー
  - 不良番長 突撃一番（1971年12月、東映） - マユミ
  - 不良番長 一網打尽（1972年9月、東映） - チコ
  - 不良番長 骨までしゃぶれ（1972年12月、東映） - 先生
- 夜の歌謡シリーズ おんな（1969年11月、東映） - 中原笑美子
- 任侠興亡史 組長と代貸（1970年2月、東映） - かおる
- 捨て身のならず者（1970年5月、東映） - マリ子（週刊誌編集部員）
- ㊙ セックス恐怖症（1970年8月、東映） - 光子
- ずべ公番長 夢は夜ひらく（1970年9月、東映）
- 新宿の与太者（1970年12月、東映） - あけみ
- やくざ刑事 恐怖の毒ガス（1971年4月、東映） - ホステス
- 暴力団再武装（1971年5月、東映） - 謎の女
- セックス喜劇 鼻血ブー（1971年5月、東映） - 玉奴
- 喜劇トルコ風呂王将戦（1971年8月、東映） - ゆかり
- 悪の親衛隊（1971年11月、東映） - 良子
- 新網走番外地 吹雪の大脱走（1971年12月、東映） - 光子
- 喜劇セックス攻防戦（1972年1月、東映） - お菊
- 不良街（1972年2月、東映） - 朱実
- 夜のならず者（1972年3月、東映） - ミチ
- 銀蝶渡り鳥（1972年4月、東映） - みどり
- 現代やくざ 人斬り与太（1972年5月、東映） - かおる
- ポルノの帝王 失神トルコ風呂（1972年6月、東映） - キミ江
- 夜の女狩り（1972年7月、東映） - 品子
- 女番長ゲリラ（1972年8月、東映） - 浮子
- 女囚701号/さそり（1972年8月、東映） - 土橋
- 昭和極道史（1972年10月、東映） - 大関の妻
- 銀蝶流れ者 牝猫博奕（1972年10月、東映） - ゆかり
- 人斬り与太 狂犬三兄弟（1972年10月、東映） - 志賀の女
- 仁義なき戦い（1973年1月、東映） - 山城佐和
- ポルノ時代劇 忘八武士道（1973年2月、東映） - 遊女
- やくざと抗争 実録安藤組（1973年3月、東映） - 児島の妻
- 非情学園ワル（1973年3月、東映） - リサ
- ネオンくらげ（1973年6月、東映） - 弘子
- 温泉おさな芸者（1973年7月、東映） - 奈々
- 女囚さそり けもの部屋（1973年7月、東映） - ヌードスタジオの女
- 夜の歌謡シリーズ なみだ恋（1973年8月、東映） - 土田洋子
- 番格ロック（1973年9月、東映） - トッコ
- ボディガード牙 必殺三角飛び（1973年10月、東映） - ヨーコ
- 海軍横須賀刑務所（1973年11月、東映） - 玉子
- 実録・安藤組 襲撃篇（1973年12月、東映） - 児島の女房
- ネオンくらげ 新宿花電車（1973年12月、東映） - 照子
- 聖獣学園（1974年2月、東映） - 政美
- 子連れ狼 地獄へ行くぞ!大五郎（1974年4月、東宝） - 梓
- 色情トルコ日記（1974年6月、東映） - ローズ
- ルバング島の奇跡 陸軍中野学校（1974年6月、東映） - 女中
- 従軍慰安婦（1974年7月、東映） - 松子
- 任侠花一輪（1974年10月、東映） - 螢子と名乗る女
- 衝撃!売春都市（1974年10月、東映） - 牧野春江
- 仁義の墓場（1975年2月、東映） - 河田の妾
- 若い貴族たち 13階段のマキ（1975年3月、東映） - 進藤郁子
- 大脱獄（1975年4月、東映） - あきの仲間
- 青春トルコ日記 処女すべり（1975年4月、東映） - マリ
- 日本暴力列島 京阪神殺しの軍団（1975年5月、東映） - ミッチー
- 青い性（1975年6月、東映） - 洋品店々員
- トラック野郎 御意見無用（1975年8月、東映） - 六号線のマリー
- 実録ヒットマン 北海の虎 望郷（2003年12月、東映） - 夏目静子

### テレビドラマ
- 笑ってよいしょ 第1話「ブルーライト浅草」（1969年4月8日、日本テレビ / 東映）
- プレイガールシリーズ（東京12チャンネル / 東映）
  - プレイガール
    - 第6話「女は裸で勝負する」（1969年5月12日） - スチュワーデス
    - 第10話「女心に手錠をかけて」（1969年6月9日）
    - 第80話「女をひと皮むいたとき」（1970年10月12日）
    - 第83話「田舎っぺ残侠伝」（1970年11月2日） - 知絵
    - 第89話「傷つけながら愛しあい」（1970年12月14日）
    - 第119話「恐怖の来訪者」（1971年7月12日） - はるみ
    - 第144話「八丈島(恥)物語」（1972年1月3日） - 小夜子
    - 第150話「女のあらくれ」（1972年2月14日） - 緑
    - 第159話「裸になって殺されて」（1972年4月17日） - 晴美
    - 第162話「おとこ泣かせ裸のヴィーナス」（1972年5月8日） - 夏実
    - 第192話「裸の女に手を出すな」（1972年12月4日） - 令子
    - 第203話「女番長対プレイガール」（1973年2月19日） - 美子
    - 第207話「女の肌が殺しを呼んだ」（1973年3月19日） - ミキ
    - 第211話「亭主の殺しかた教えます」（1973年4月16日） - リリ子
    - 第214話「ライフルよ 乳房を狙え！」（1973年5月7日） - エリ子
    - 第225話「女子高校生番長 殺人事件」（1973年7月23日） - 百合
    - 第241話「女は裸で七変化」（1973年11月12日） - ひな菊
    - 第247話「私の足は左利き」（1973年12月24日） - ミカ
    - 第258話「女は裸で一発勝負」（1974年3月11日） - あけみ・千鳥（二役）
    - 第263話「温泉芸者大学」（1974年4月15日） - 小鈴
    - 第264話「女は濡れ場で勝負する」（1974年4月22日） - みゆき
    - 第275話「怪談 血煙りに浮ぶ女」（1974年7月8日） - 玲子
    - 第279話「トルコ嬢殺人事件」（1974年8月5日） - はつ
    - 第281話「女の夜の腕くらべ」（1974年8月19日） - しめ子
    - 第285話「ヌードスタジオ殺人事件」（1974年9月16日） - 佐々原和枝

  - プレイガールQ
    - 第12話「女の敵は女」（1974年12月23日） - 黒沢弓子
    - 第21話「ミステリー桜島に消えた男」（1975年2月24日） - 坂野和子
    - 第29話「南国恐妻ピンク旅行」（1975年4月21日） - 敷島百合子
    - 第41話「放送300回記念・東京エマニエル夫人」（1975年7月14日） - 友情出演（ノンクレジット）
    - 第44話「女は裸で燃え上がる」（1975年9月1日） - 中野ありさ
    - 第52話「可愛い裸を狙い撃ち!!」（1975年10月27日）- 第71話「強く正しく美しいプレイガールよいざさらば」（1976年3月29日） - 大林千枝（セックス・アップ体操の先生・レギュラー）
- キイハンター（TBS / 東映）
  - 第77話「人喰い人間現れる」（1969年9月20日）
  - 第89話「国際殺人銀行奇襲作戦 スパイ忠臣蔵・後編」（1969年12月13日）
  - 第102話「女の死刑実験室」（1970年3月14日）
  - 第109話「俺は西部の殺し屋キッド」（1970年5月2日）
  - 第119話「殺人免許貸します」（1970年7月11日）
  - 第122話「殺し屋候補生No.1」（1970年8月1日）
  - 第132話「日本アルプス大追跡作戦」（1970年10月10日）
  - 第136話「殺人特急西へ」（1970年11月7日）
  - 第143話「死刑台に棲む女」（1970年12月26日）
  - 第164話「わたしは大空の死刑執行人」（1971年5月22日）
  - 第257話「世界のギャング日本上陸」（1973年3月3日）
- ゴールドアイ（日本テレビ / 東映）
  - 第3話「暗殺者は女を狙う」（1970年2月20日） - 田辺ゆき
  - 第13話「超レーザー光線COZ」（1970年5月8日）
  - 第22話「地下大金庫潜入」（1970年7月10日）
- 五番目の刑事 第25話「さらば!わが街新宿」（1970年3月26日、NET / 東映） - マサミ
- 江戸川乱歩シリーズ 明智小五郎 第18話「土曜日の夜 何かが起こる 幽霊より」（1970年8月8日、東京12チャンネル / 東映）
- コント55号60分1本勝負 第22話「野戦看護病院」（1970年8月27日、NET）
- 仮面ライダー 第2話「恐怖蝙蝠男」（1971年4月10日、毎日放送 / 東映） - 山野美穂
- 恐怖劇場アンバランス 第12話「墓場から呪いの手」（1973年3月26日、フジテレビ / 円谷プロダクション）
- 非情のライセンス 第1シリーズ　第15話「兇悪の像」（1973年7月12日、NET / 東映） - 小原友美
- 特別機動捜査隊 第601話「悪魔のような女」（1973年5月9日、NET / 東映） - 羊子
- サスペンスシリーズ「人妻恐怖 地獄道路」（1973年9月14日、毎日放送 / 東映）
- キカイダー01 第28話「狂った町 恐怖の人魚姫大逆襲」（1973年11月24日、NET / 東映） - 人魚ロボット（声、人間態）
- 旗本退屈男 第12話「血ぬられた五枚の紙片」（1973年12月18日、NET）
- 唖侍 鬼一法眼　第21話「母子像無惨」（1974年2月24日、日本テレビ / 勝プロダクション）
- バーディー大作戦 第30話「グラマー殺し屋部隊」（1974年11月30日、TBS / 東映）
- 新宿警察　第1話「新宿・24時」（1975年9月6日、フジテレビ / 東映）
- Gメン75 第85話「77元旦デカ部屋ぶっ飛ぶ!」（1977年1月1日、TBS / 東映） - 中里署婦警
- 特捜最前線（テレビ朝日 / 東映）
  - 第35話「乳児誘拐・消えた女の顔」（1977年11月30日）
  - 第232話「脱走・水を飲む野獣！」（1981年10月28日）
- 土曜ワイド劇場「松本清張のガラスの城」（1977年12月3日、テレビ朝日 / 東映）
- 日曜恐怖シリーズ「怪猫伝 すすり泣く怨霊」（1979年7月13日、関西テレビ / 大映テレビ）
- ザ・ハングマン　第17話「地獄へ送る世紀の大魔術」（1981年3月13日、朝日放送 / 松竹芸能）
- 西部警察　第105話「謎のルート・マカオ」（1981年10月28日、テレビ朝日 / 石原プロモーション）
- 銭形平次 第796話「初恋の罠」（1982年1月27日、フジテレビ / 東映）
- 傑作推理劇場「ラスト・チャンス」（1982年1月28日、テレビ朝日）
- 西部警察 PART-II 第1話「大門軍団・激闘再び－沖田登場－」（1982年5月30日、テレビ朝日 / 石原プロモーション）
- 土曜ワイド劇場「松本清張の危険な斜面」（1982年11月6日、テレビ朝日 / 東映）
- あいつと俺 第8話「雪山に埋めた殺意 -八ヶ岳・原村-」（1984年3月26日、テレビ東京 / 勝プロダクション）
- 花柳幻舟獄中記II　女子刑務所花の同窓会（1985年4月1日、テレビ朝日 / 東映）
- 火曜サスペンス劇場「だます女、だまされる女」第7作　「花嫁の肌を襲う元愛人の復讐エステ」（2004年7月20日、日本テレビ / Gカンパニー）